# Cymbidium sigmoideum
Cymbidium sigmoideum је врста орхидеја из рода Cymbidium и породице Orchidaceae која се налази у Малезији. Нису наведене подврсте у Catalogue of Life.